# Ginnastica ritmica ai Giochi europei
La Ginnastica ritmica è stata inserito nel programma dei Giochi europei sin dall'edizione inaugurale che si è svolta nel 2015.

## Edizioni
| Giochi | Anno | Sede  | Gare |
| ------ | ---- | ----- | ---- |
| I      | 2015 | Baku  | 8    |
| II     | 2019 | Minsk | 8    |

## Medagliere complessivo
Aggiornato alla seconda edizione
| Pos.   | Paese       | Oro | Argento | Bronzo | Totale |
| ------ | ----------- | --- | ------- | ------ | ------ |
| 1      | Russia      | 11  | 2       | 2      | 15     |
| 2      | Bielorussia | 3   | 4       | 2      | 9      |
| 3      | Israele     | 2   | 4       | 2      | 8      |
| 4      | Ucraina     | 0   | 4       | 3      | 7      |
| 5      | Bulgaria    | 0   | 1       | 6      | 7      |
| 6      | Azerbaigian | 0   | 1       | 0      | 1      |
| 7      | Georgia     | 0   | 0       | 1      | 1      |
| Totale | Totale      | 16  | 16      | 16     | 48     |